# 小熊秀雄賞
小熊秀雄賞（おぐまひでおしょう）は、北海道生まれの詩人小熊秀雄の業績を讃え、1968年に旭川市で創設された文学賞である（小熊秀雄賞市民実行委員会、旭川市が主催）。募集は全国公募で行われる。選考委員はアーサー・ビナード、堀川真、佐川亜紀、松井晶彦。正賞：「詩人の椅子」（制作：板津邦夫）1脚、副賞：30万円。

## 受賞作

### 第1回 - 第10回
- 第1回（1968年）
  - 枯木虎夫「鷲」
- 第2回（1969年）
  - 友田多喜雄「詩法―ベトナム反戦と愛の詩集」
- 第3回（1970年）
  - 萩原貢「悪い夏」
- 第4回（1971年）
  - 小野連司「鰻屋闇物語」
    - （準賞）ちひろなおみ「灯台」
    - （準賞）江原光太「穴」
- 第5回（1972年）
  - 川田靖子「北方砂漠」
- 第6回（1973年）
  - 川口昌男「海の群列」
- 第7回（1974年）
  - 小坂太郎「北の儀式」
  - 西岡寿美子「杉の村の物語」
- 第8回（1975年）
  - 該当作なし
    - （佳作）小松郁子「中庭にむかいて」
    - （佳作）江原光太「吃りの鼻唄」
- 第9回（1976年）
  - 片岡文雄「帰郷手帖」
- 第10回（1977年）
  - 津坂治男「石の歌」
  - 沢田敏子「市井の包み」

### 第11回 - 第20回
- 第11回（1978年）
  - うちだ優「寄留地」
  - 福中都生子「福中都生子全詩集」
- 第12回（1979年）
  - 石毛拓郎「笑いと身体」
- 第13回（1980年）
  - 米屋猛「家系」
- 第14回（1981年）
  - 佐合五十鈴「仮の場所から」
- 第15回（1982年）
  - 阿部岩夫「不羈者」
  - 和田英子「点景」
- 第16回（1983年）
  - 大崎二郎「走り者」
- 第17回（1984年）
  - 大谷従二「朽ちゆく花々」
  - 岸本マチ子「コザ中の町ブルース」
- 第18回（1985年）
  - 山本耕一路「山本耕一路全詩集」
- 第19回（1986年）
  - 藤本瑝「非衣」
- 第20回（1987年）
  - 岩淵欽哉「サバイバルゲーム」

### 第21回 - 第30回
- 第21回（1988年）
  - 加藤文雄「南部めくら暦」
- 第22回（1989年）
  - 弓田弓子「大連」
- 第23回（1990年）
  - 甲田四郎「大手が来る」
- 第24回（1991年）
  - 坂本つや子「黄土の風」
- 第25回（1992年）
  - 佐川亜紀「死者を再び孕む夢」
    - （特別賞）金時鐘「原野の詩」
- 第26回（1993年）
  - 宮本善一「郭公抄」
- 第27回（1994年）
  - 佐藤博信「俗名の思想」
- 第28回（1985年）
  - 坂井信夫「冥府の蛇」
- 第29回（1986年）
  - 倉内佐知子「新懐胎抄」
- 第30回（1997年）
  - 木津川昭夫「迷路の闇」

### 第31回 - 第40回
- 第31回（1998年）
  - 長嶋南子「あんパン日記」
- 第32回（1999年）
  - 嶋岡晨「乾杯」
- 第33回（2000年）
  - 松尾静明「丘」
- 第34回（2001年）
  - こたきこなみ「星の灰」
- 第35回（2002年）
  - 玉川鵬心「花嫌い　神嫌い」
- 第36回（2003年）
  - 佐相憲一「詩集　愛、ゴマフアザラ詩」
- 第37回（2004年）
  - 黒羽英二「須臾の間に」
- 第38回（2005年）
  - 寺田美由記「かんごかてい（看護過程）」
- 第39回（2006年）
  - 水島美津江「冬の七夕」
- 第40回（2007年）
  - 斎藤紘二「直立歩行」

### 第41回 - 第50回
- 第41回（2008年）
  - 新井高子『タマシイ・ダンス』未知谷。ISBN　978-4-89642-198-9
  - 竹田朔歩『サム・フランシスの恁麼』書肆山田。ISBN　978-4-87995-720-7
- 第42回（2009年）
  - 浜江順子『飛行する沈黙』思潮社。ISBN　978-4-7837-3079-8
- 第43回（2010年）
  - 花崎皋平『アイヌモシリの風に吹かれて：長編物語詩』小樽詩話会事務所。※2022年にクルーズ（出版社）から再刊。ISBN　978-4-905756-83-5
- 第44回（2011年）
  - 酒井一吉『鬼の舞』能登印刷出版部。ISBN　978-4-89010-540-3
- 第45回（2012年）
  - 該当なし
- 第46回（2013年）
  - 大江麻衣『にせもの：鹿は人がいないところには行かない』紫陽社。全国書誌番号:22185439
  - 与那覇幹夫『ワイド―沖縄』あすら舎（発売：琉球プロジェクト）。ISBN　978-4-9906511-1-4
- 第47回（2014年）
  - 該当なし
- 第48回（2015年）
  - 中島悦子『藁の服』思潮社。ISBN　978-4-7837-3444-4
- 第49回（2016年）
  - 網谷厚子『魂魄風（まぶいかじ）』思潮社。ISBN　978-4-7837-3508-3
- 第50回（2017年）
  - 山田亮太『オバマ・グーグル』思潮社。ISBN　978-4-7837-3521-2

### 第51回 - 第60回
- 第51回（2018年）
  - 該当なし
- 第52回（2019年）
  - 柴田三吉『旅の文法』ジャンクション・ハーヴェスト。ISBN不記載。NCID BD03596296
- 第53回（2020年）
  - 長田典子『ニューヨーク・ディグ・ダグ』思潮社。ISBN　978-4-7837-3676-9
- 第54回（2021年）
  - 冨岡悦子『反暴力考』響文社。ISBN　978-4-87799-169-2
  - 高岡修『蟻』ジャプラン。ISBN　978-4-906703-54-8
- 第55回（2022年）
  - 津川エリコ『雨の合間：Lull In The Rain』デザインエッグ社。ISBN 978-4-8150-2938-8
- 第56回（2023年）
  - 鎌田尚美『持ち重り』思潮社。ISBN　978-4-7837-4508-2
- 第57回（2024年）
  - 姜湖宙（カン・ホジュ）『湖へ』書肆ブン[2]。ISBN 978-4-91032-406-7
- 第58回（2025年）
  - 該当なし